# Christophe Veyrier
Christophe Veyrier (Trets, 25 giugno 1637 – Tolone, 10 giugno 1689) è stato uno scultore francese.

## Biografia

### L'ambiente famigliare
Christophe Veyrier è nato il 25 giugno 1637 a Trets (Bouches-du-Rhône) in una piccola casa vicino alla chiesa. Crebbe in una famiglia di artigiani e artisti. Aveva tre fratelli: il primogenito, Louis Veyrier (1630-1697) fu successivamente bottaio, carpentiere, architetto e scultore e i due altri fratelli, François (1634-1707) e Joseph (1641-1677) erano collaboratori di Louis. I tre fratelli e lui stesso lavoravano nel laboratorio famigliare ma anche nello sfruttamento di una cava di marmo marezzato situata a Trets, vicino al romitaggio di Saint Jean du Puy. Questo marmo veniva venduto essenzialmente alla compagnia fornitrice di marmi per l'abbellimento degli edifici reali. La cava si esaurì verso il 1780.
Nel 1674, Christophe Veyrier sposò Marguerite Ferran, figlia di Cassian e di Jeanne Boulet, nipote di acquisto di Pierre Puget. Da questa unione nacque il figlio Étienne, che non seguì la carriera artistica paterna ma quella militare di tenente di fanteria e divenne Cavaliere dell'Ordine di San Luigi.
Christophe Veyrier morì a Tolone il 10 giugno 1689.

### Lo scultore

#### Periodo italiano
La presenza di Christophe Veyrier è attestata a Genova dal 1663 presso il suo maestro Pierre Puget, che era stato inviato in Italia da Fouquet per scegliere dei marmi. Dopo che il ministro era caduto in disgrazia, Pierre Puget decise prudentemente di rimanere in Italia. Lui e Christophe Veyrier lasciarono insieme Genova nel 1668: Pierre Puget decise di rientrare in Francia a dirigere l'atelier di scultura presso l'arsenale di Tolone, mentre Christophe Veyrier si trasferì a Roma, ove non era mai stato.. In questa città scoprì i più grandi maestri italiani e prese familiarità con le opere di Bernini, di Pietro da Cortona e di Francesco Borromini.
Chritophe Veyrier rientrò in Francia nel 1670 e raggiunse il suo maestro a Tolone: non potendo più essere considerato suo allievo ne divenne assistente.

#### Periodo di Aix

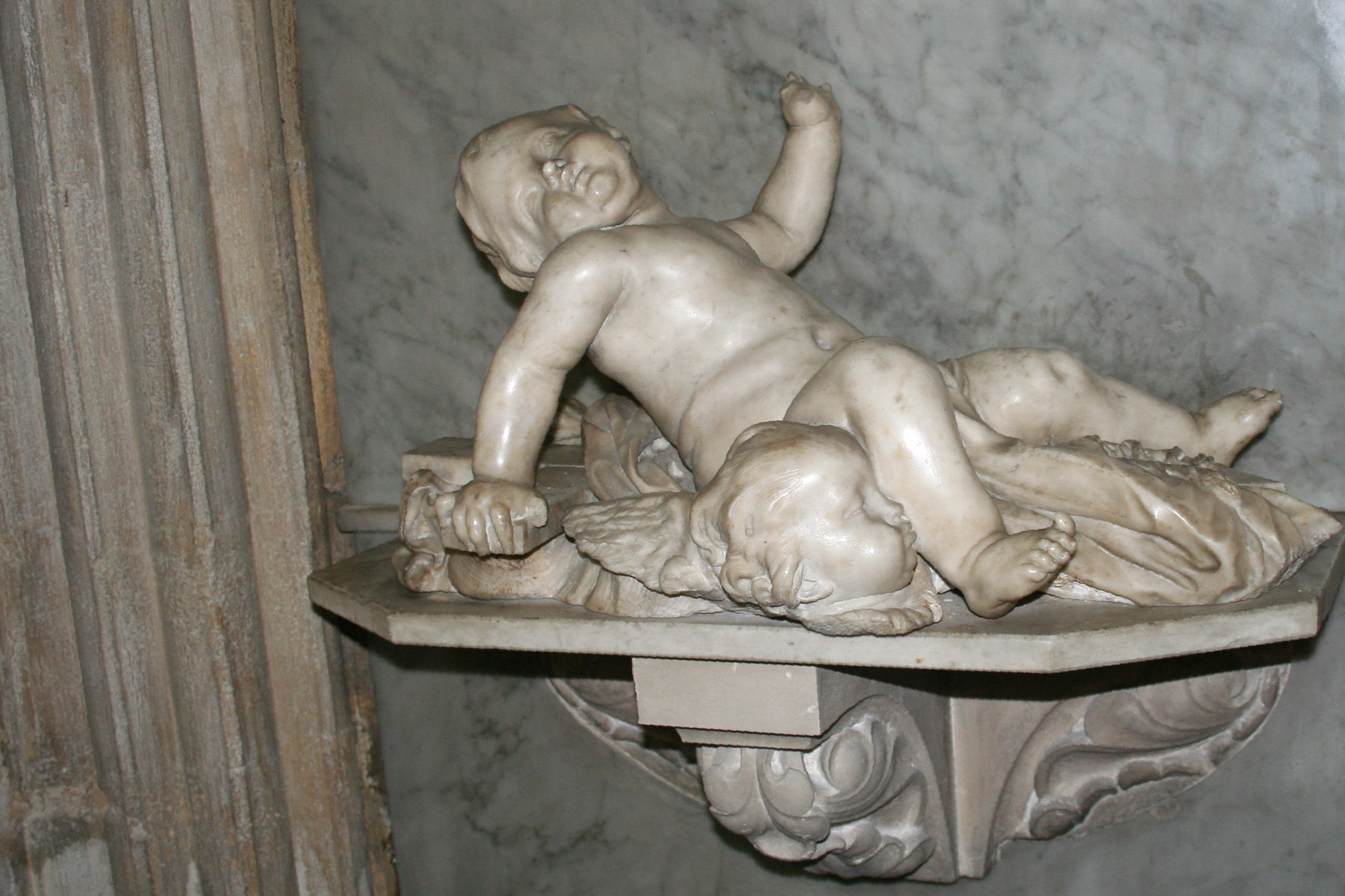
Il Bambino Gesù coricato sulla croce, Aix-en-Provence, chiesa di Saint-Jean de Malte, cappella Saint-Louis.

A partire dal 1680 Christophe Veyrier acquisì un'effettiva indipendenza e s'installò ad Aix-en-Provence per un periodo di due anni. Lavorò per la nobiltà, come dimostrano le sculture in pietra di Calissanne, il Fauno con il bambino e la musa, che erano destinati allo scalone d'onore dell'hôtel Boyer d'Éguilles, costruito verso il 1675, e che si trovano attualmente al Museo di belle arti di Marsiglia.
Durante il suo soggiorno ad Aix, Christophe Veyrier ricevette un'importante commessa da parte di Jean-Claude Viany, priore della chiesa di Saint-Jean de Malte. Egli non realizzò tuttavia che poche cose, in particolare una statuetta in marmo rappresentante il Bambino Gesù coricato su una croce, che si trova nella cappella di Saint Louis, a sinistra dell'edificio. Dopo la sua morte, avvenuta nel 1689, il priore Viany s'indirizzò a un suo nipote, Thomas Veyrier, figlio di Louis Veyrier, per proseguire i lavori. Christophe Veyrier avrebbe anche realizzato il bassorilievo dell'altar maggiore della Cattedrale di San Salvatore di Aix-en-Provence; questa scultura rappresenta la Resurrezione di Lazzaro. Altri autori attribuiscono quest'opera ad Andrea Paracha

#### Periodo tolonese

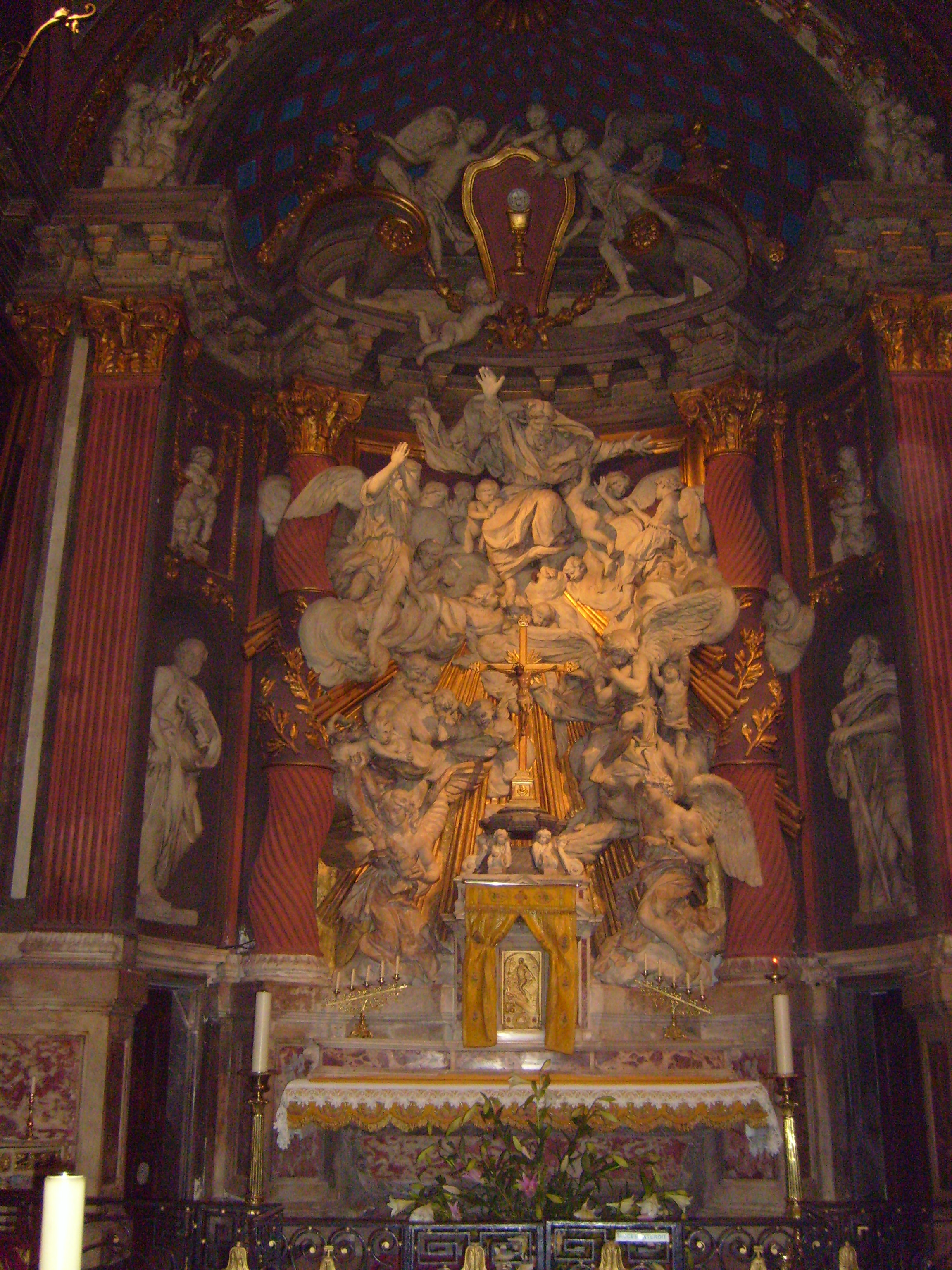
Retablo della Cattedrale di Notre-Dame-de-la-Seds di Tolone.

Dal 1682 Christophe Veyrier lasciò Aix-en-Provence per Tolone, ove ricevette una commessa per l'altar maggiore della Cattedrale di Notre-Dame-de-la-Seds di Tolone. In effetti, il retablo in boiserie realizzato nel 1659 da Pierre Puget era stato distrutto da un incendio nello stesso anno e la Confraternita del Corpus Domini si rivolse a lui per realizzarne uno nuovo. L'artista fece quindi un retablo in marmo e stucco che è la sua opera più importante. Dio Padre, rappresentato da un vecchio con barba appare al centro di diciotto angeli e benedice il sacrificio del Figlio;  da una parte e dall'altra del tabernacolo si trovano due angeli turiferari che testimoniano l'influenza del maestro italiano Gian Lorenzo Bernini. Il retablo è sormontato da un calice sostenuto da due angeli e circondato da una ghirlanda di spighe di grano e grappoli d'uva evocanti il pane e il vino che diventano corpo e sangue di Cristo nella celebrazione eucaristica. Il tutto è inquadrato da due nicchie ove sono poste statue di fattura classica: a sinistra San Pietro e a destra San Paolo.
Nel 1686 la Confraternita del Santo Sacramento di Trets, sua città natale, gli chiese di realizzare l'altar maggiore della chiesa di Notre-Dame-de-Nazareth per rimpiazzare la vecchia boiserie, che stava andando in rovina. Quest'opera, terminata nel 1693, dunque dopo la morte di Christophe Veyrier, avvenuta nel 1689, fu terminata dai nipoti: Lazare, figlio di François e Thomas figlio di Louis. In questo gruppo Dio Padre compare al centro di nuvole sopra l'Annunciazione a Maria. Le figure, in altorilievo, della Vergine e dell'arcangelo Gabriele sono probabilmente state realizzate da Christophe stesso, poiché sono di delicata esecuzione; invece le figure di Dio Padre e quelle degli angeli sono più grossolane, il che fa supporre che siano opera dei nipoti dell'artista. L'altare è inquadrato da colonne in marmo di Trets. Da una parte e dall'altra del tabernacolo si trovano due rilievi in marmo scolpito da Christophe Veyrier. Il pannello di sinistra rappresenta l'Ultima Cena e quello di destra i Pellegrini di Emmaus; in quest'ultimo bassorilievo l'artista ha scelto di rappresentare il momento in cui i due pellegrini riconoscono il Cristo che essi hanno invitato a condividere il loro pasto.. Così queste due scene mostrano Cristo che rompe il pane e ricorda il Mistero eucaristico.

Chiesa di Notre-Dame-de-Nazareth di Trets
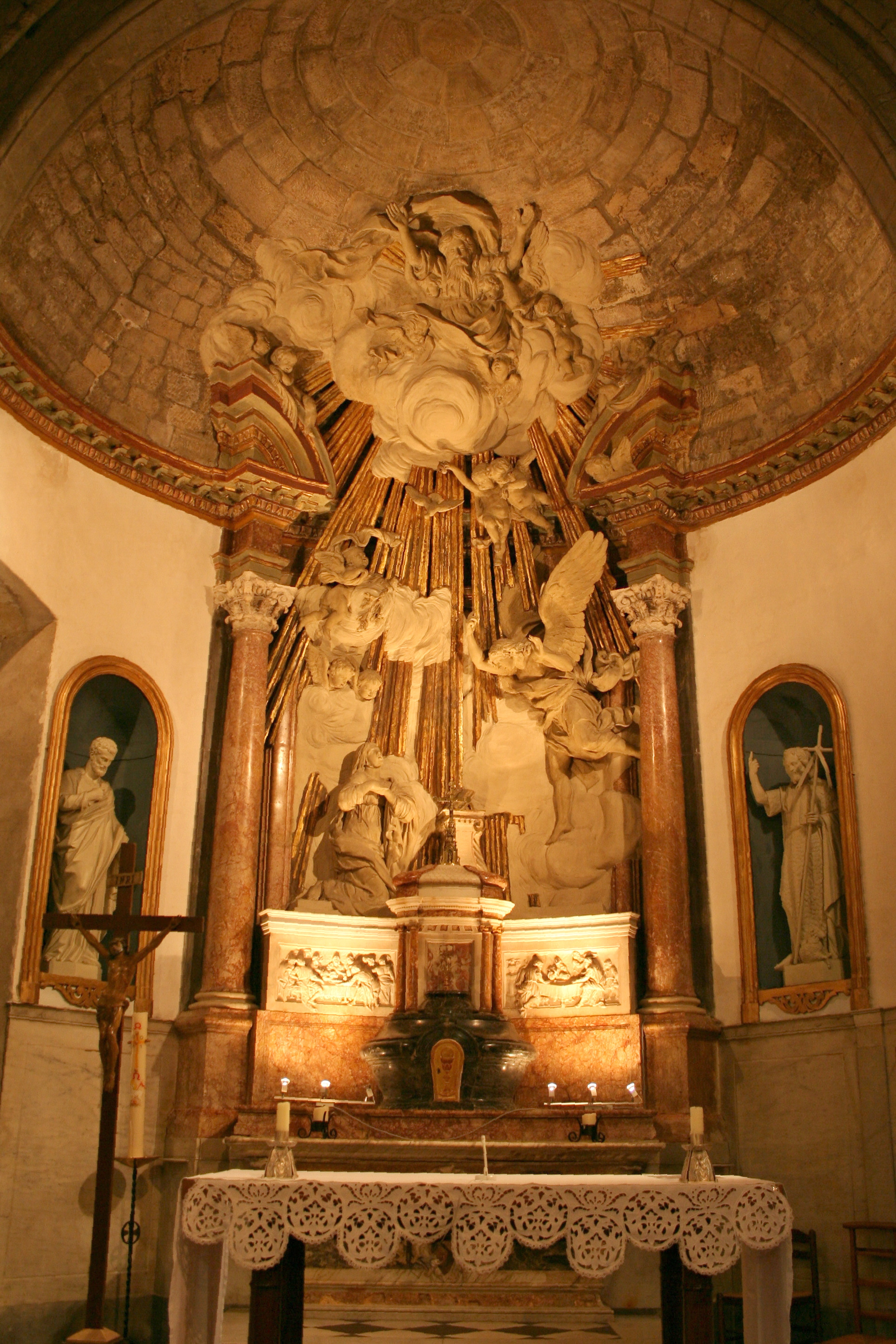
Veduta generale dell'altare.
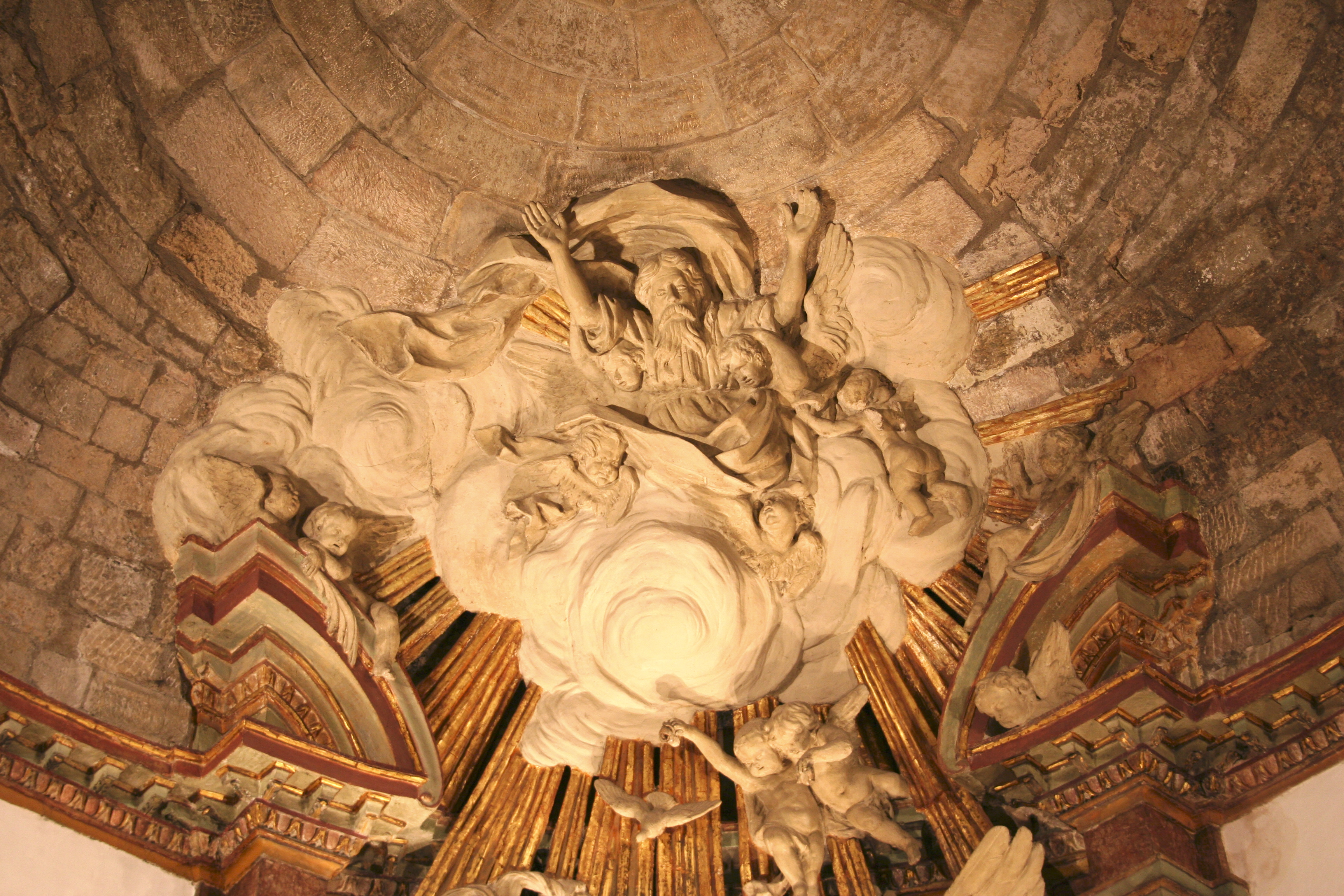
Dio Padre, dettaglio.
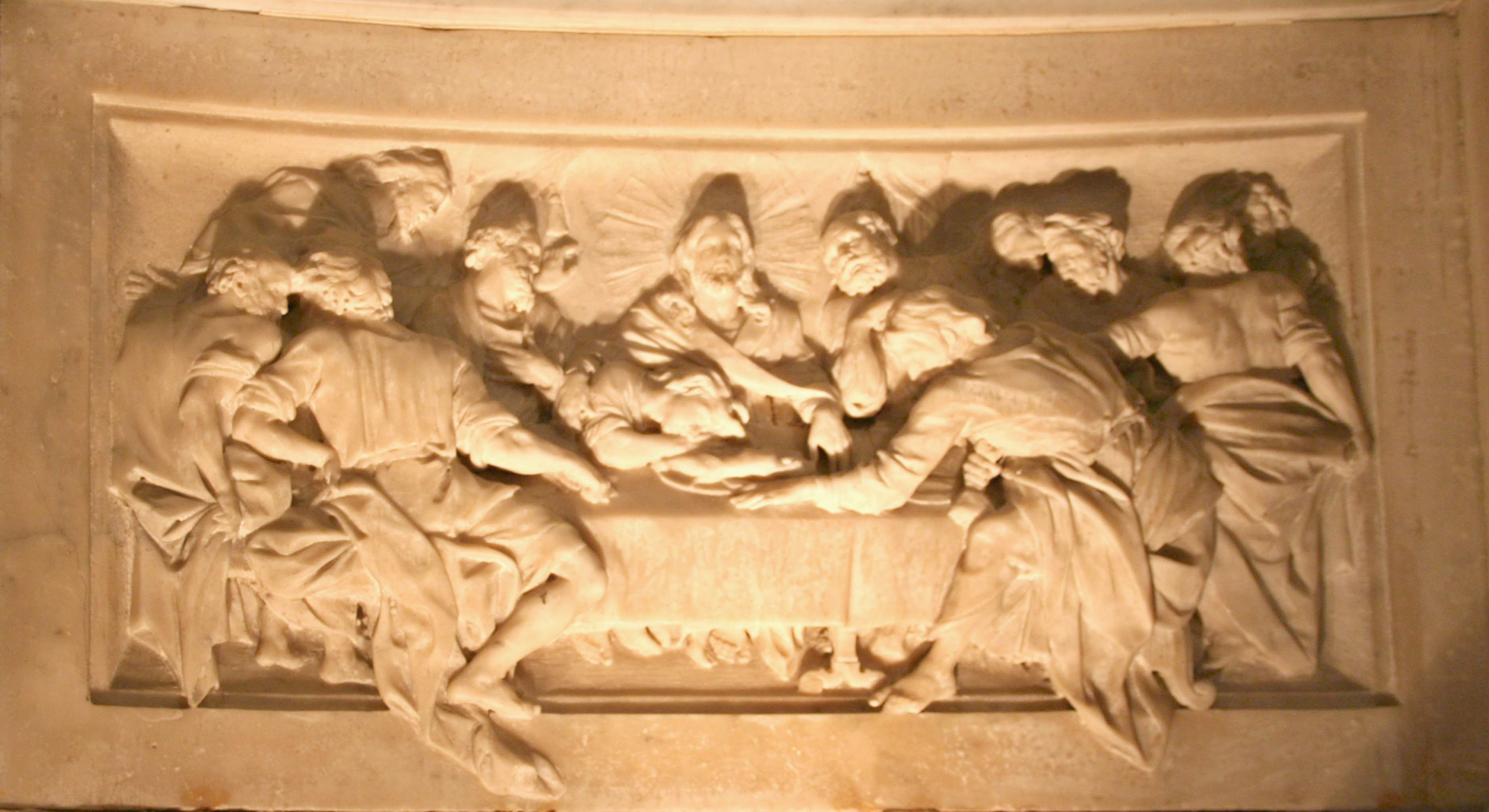
La Cena.
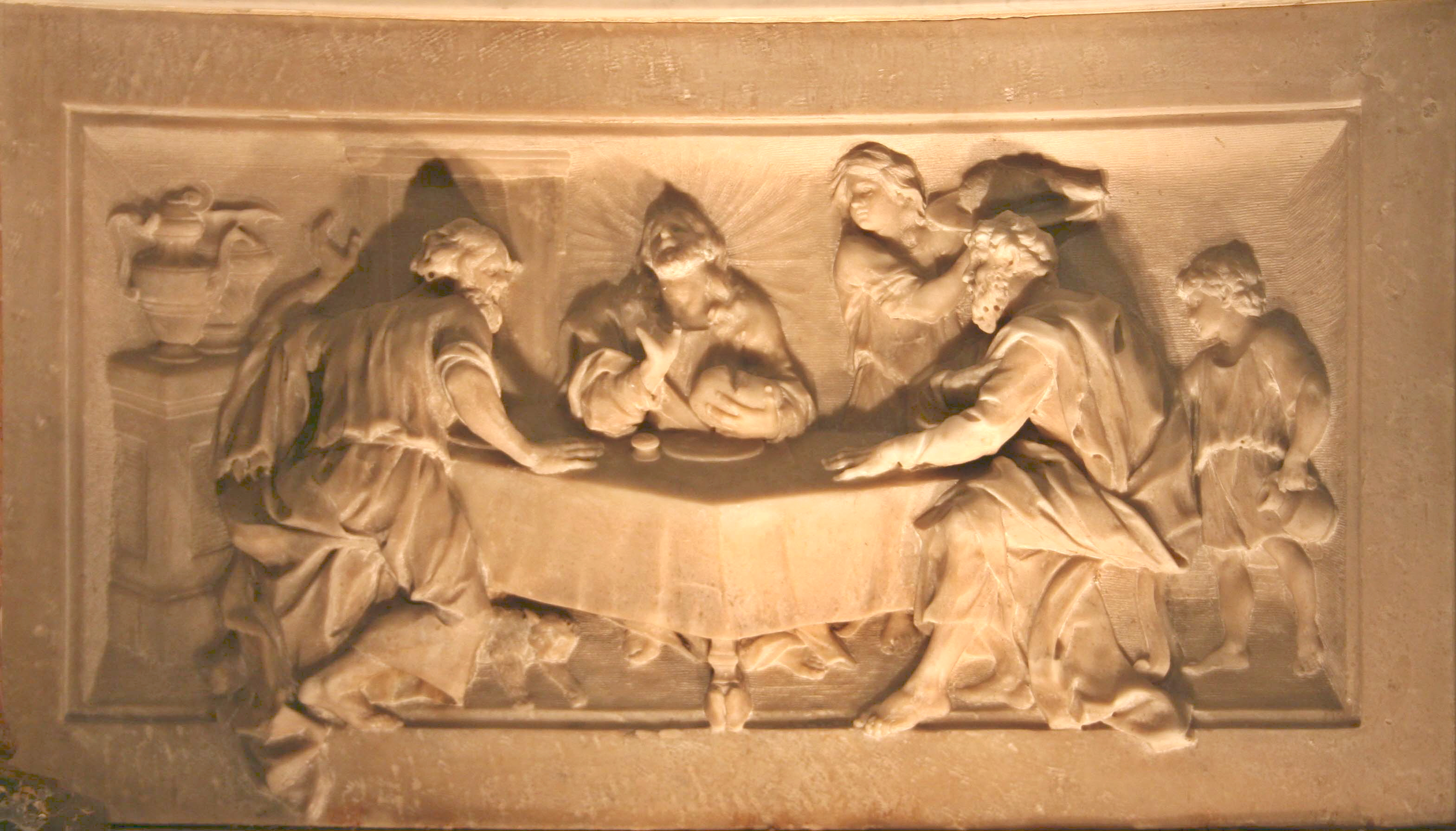
I pellegrini di Emmaus

Nel 1686 egli ricevette commesse da Jean Deydé, grande amante dell'arte e consigliere del re alla Corte dei conti di Montpellier.
L'artista scolpì il ritratto del suo committente, che si trova al Metropolitan Museum of Art di New York. Egli realizzò anche il busto di Catherine d'Ortholan, che si trova presso il Museo Fabre di Montpellier e un'urna funeraria che era destinata a una cappella funeraria della famiglia Deydé, che è stata conservata dai discendenti.
Nel luglio 1686 assunse la direzione dell'atelier di scultura dell'arsenale di Tolone, carica esercitata già da Pierre Puget e che egli tenne fino alla sua morte, dirigendo una trentina di scultori. Il 12 luglio 1686 Jean-Louis Girardin de Vauvré, intendente di marina a Tolone dal 1680, ricevette l'ordine da Jean-Baptiste Colbert, marchese di Seignelay, e figlio di Jean-Baptiste Colbert di far spedire per Veyrier del marmo per venti caminetti destinati al suo castello di Sceaux. Nella stessa lettera egli chiedeva che Christophe Veyrier realizzasse delle fusioni in bronzo di sculture romane.. Così Veyrier assunse la direzione artistica di una fonderia la cui direzione tecnica era assicurata da Génois Alberghetti e poi da Landouillette. Pare tuttavia che questa iniziativa non abbia avuto successo poiché la fonderia di cannoni, specialità dell'arsenale di Tolone, era poco adatta alla fusione artistica: pare dunque difficile attribuire alla fonderia della Marina i bronzi che si assimilano all'opera di Puget.

## Opere in raccolte pubbliche
Stati Uniti d'America
- New York, Metropolitan Museum of Art :
  - Marsyas[11];
  - Marchese Jean Deydé, busto in marmo[12];
  - Arnoul Marin, busto in marmo[13], primo presidente del Parlamento di Provenza, riconoscibile dalla sua toga e dal batalo gettato sulla sua spalla sinistra. Il busto poggia su uno zoccolo in marmo marezzato di Trets[14].

Francia
- Aix-en-Provence, museo Granet : Testa di Pierre Puget, terracotta. Lo scultore è rappresentato senza parrucca, capelli corti, una semplice cravatta annodata intorno al collo. Il modello esprime una certa autorità: si tratta dell'omaggio rispettoso di un vecchio allievo al suo maestro; questo viso servirà da modello agli scultori del XIX secolo per realizzare delle rappresentazioni di Pierre Puget[15].
- Marsiglia, Museo di belle arti :
  - Vergine con il Bambino ;
  - Il Fauno con bambino, pietra di Calissanne[3];
  - La Musa, pietra di Calissanne[4];
  - Angelo che si copre il capo con un velo, marmo bianco, cartiglio proveniente dall'intendenza sanitaria[16].
- Montpellier, museo Fabre : 
  - Catherine d'Ortholan, busto in marmo[17];
  - Jean Deydé, busto[18].
- Parigi, museo del Louvre:
  - Due piccoli angeli e due teste di cherubini[19][20]. Si tratta del supporto di un tabernacolo in marmo bianco e incrostazioni di marmo rosso provenienti dalla chiesa di San Francesco da Paola, ordine dei Minimi, di Tolone[21];
  - Ammiraglio Jean de Gabaret o Mathurin Gabaret[22], busto in marmo ordinato nel 1675 dall'ammiraglio Jean de Gabaret per decorare una cappella funeraria della cattedrale di Montpellier. Fu reso alla famiglia durante la rivoluzione. Esso rappresenterebbe di fatto il padre del committente, Mathurin de Gabaret, comandante di squadra, poiché il figlio ha probabilmente voluto onorare la memoria del padre: si tratta quindi piuttosto di una devozione filiale che di una autoglorificazione[23].
- Tolone, Museo d'arte: Testa del Cristo, bassorilievo in marmo. Questa scultura proviene dalla chiesa di San Francesco di Paola di Tolone, venduta nel 1798 a Christophe Charbonnier, anziano direttore dei viveri del porto[24].

Regno Unito
- Londra, Victoria and Albert Museum: Achille morente[25].

Opere di Christophe Veyrier
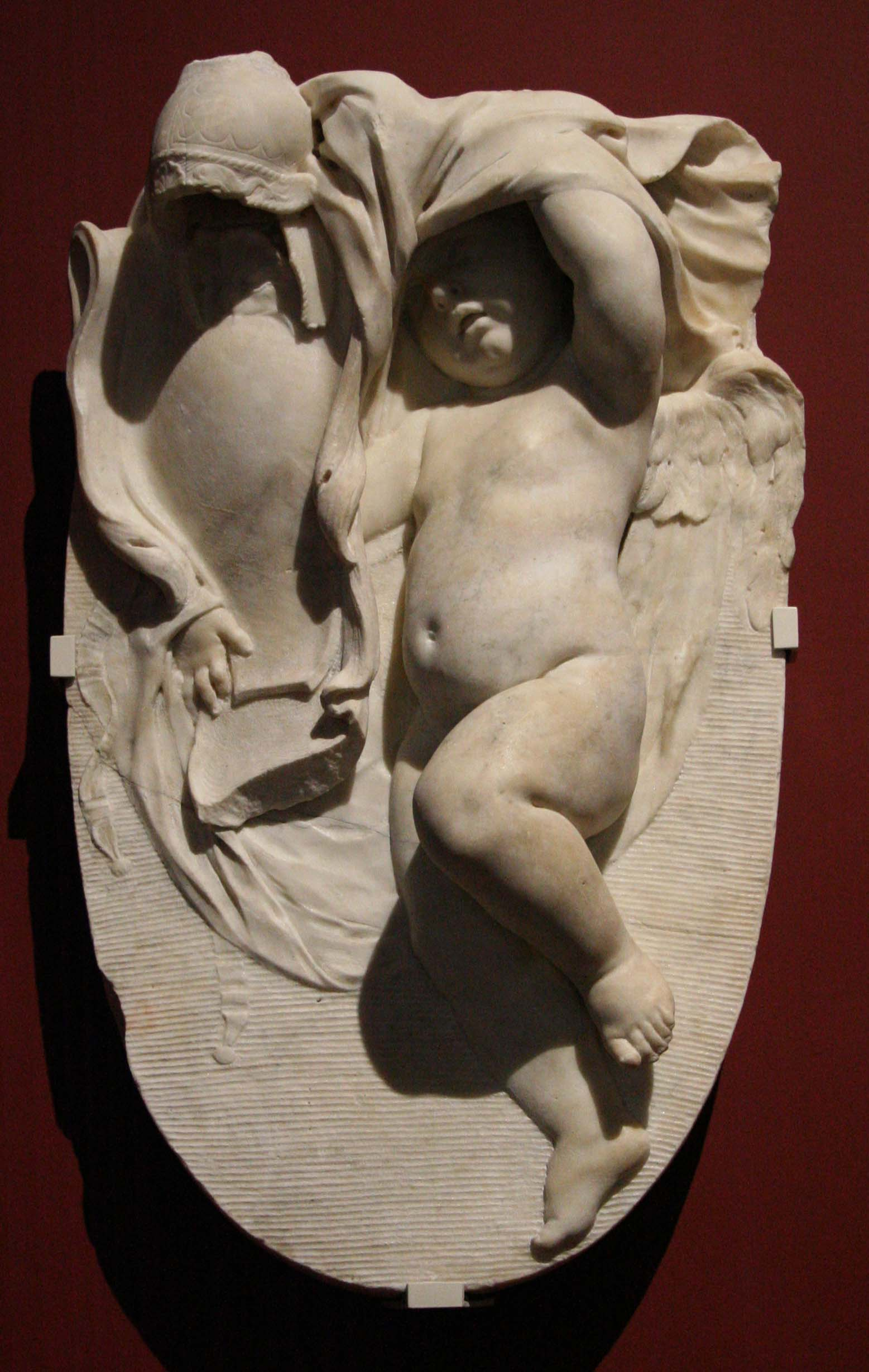
Angelo che si copre il capo con un velo , Museo di belle arti di Marsiglia.
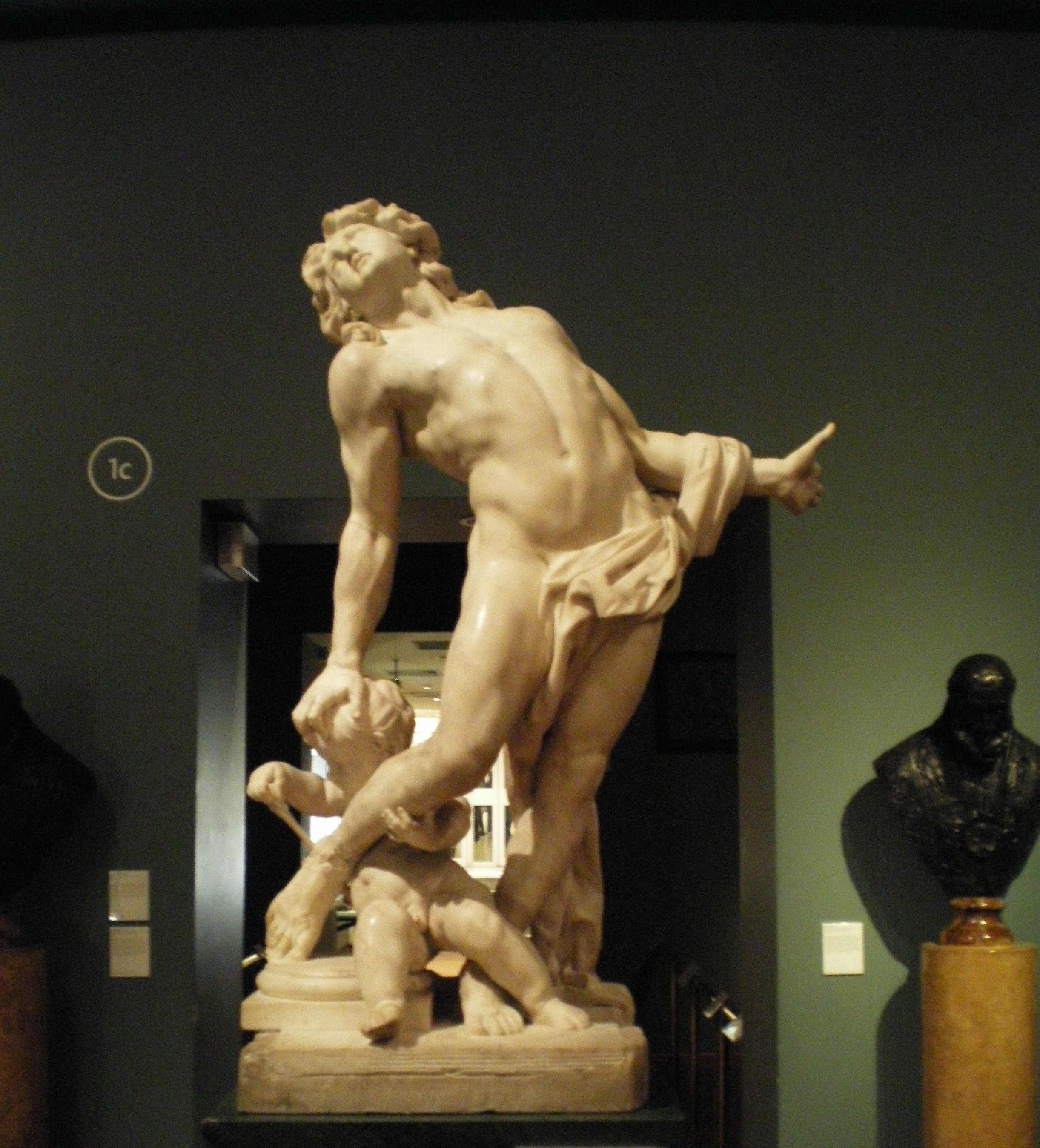
Achille morente, Londra, Victoria and Albert Museum.
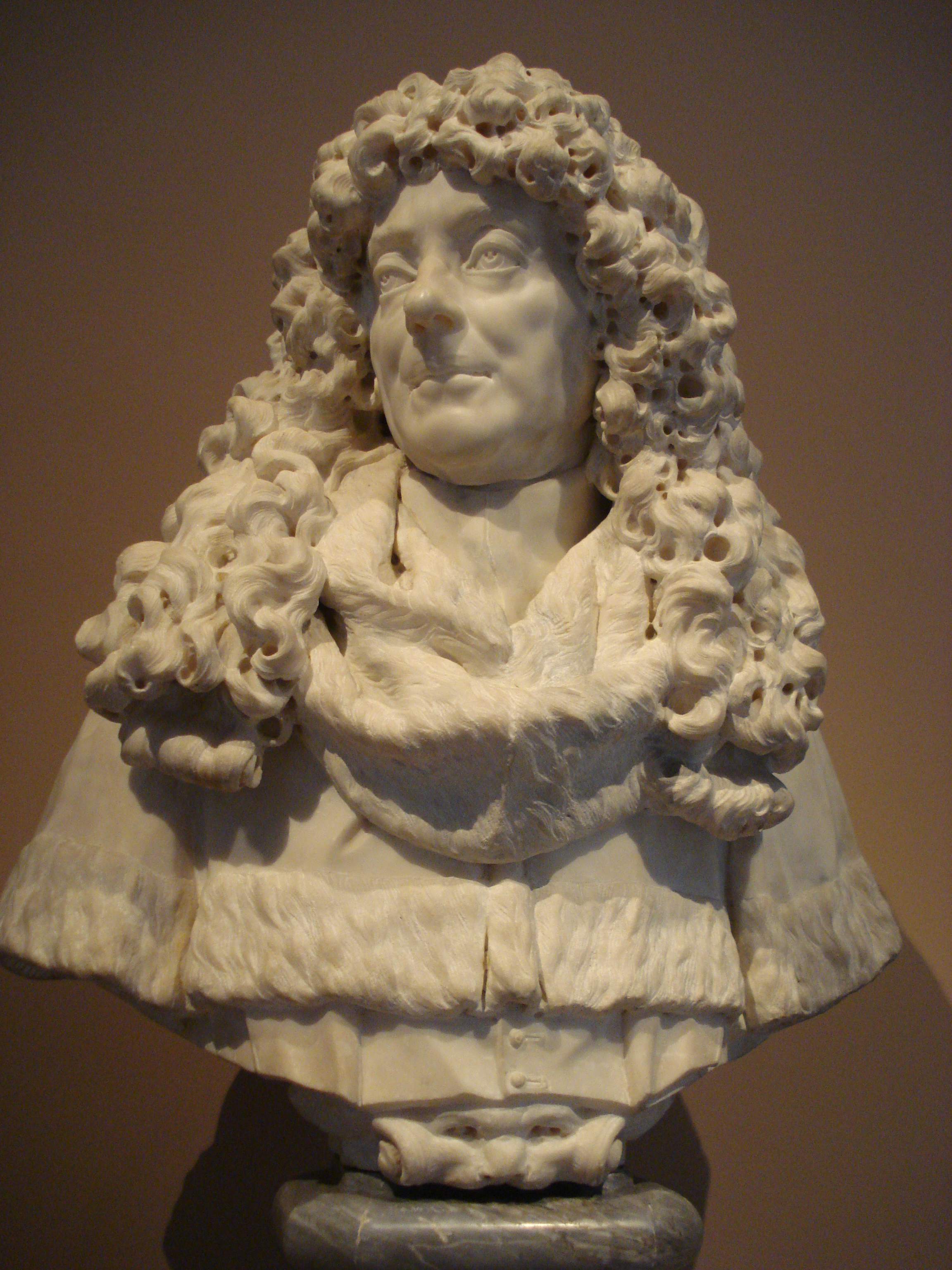
Jean Deyde, New York, Metropolitan Museum of Art.
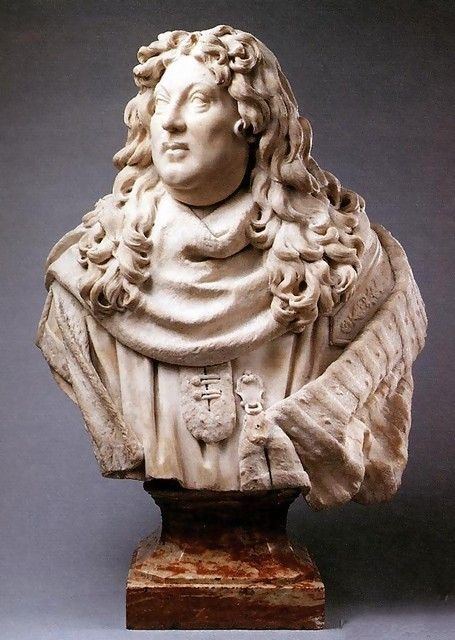
Arnoul Marin, New York, Metropolitan Museum of Art.